# Бетті Еверетт
Бе́тті Е́веретт (англ. Betty Everett, повне ім'я Бе́тті Джин Е́веретт англ. Betty Jean Everett; 23 листопада 1939, Грінвуд, Міссісіпі — 19 серпня 2001, Белойт, Вісконсин) — американська ритм-енд-блюзова співачка. Найбільше відома як виконавиця хіта «The Shoop Shoop Song (It's in His Kiss)».

## Біографія
Народилась 23 листопада 1939 року в Грінвуді, штат Міссісіпі. Донька Абеля і Кетрін Ф. Еверетт. Співала госпел у церкві, але у віці 19 років переїхала до Чикаго, де стала виступати на блюзовій сценах в районі Вест-Сайду. На співачку звернув увагу Меджик Сем, який почув, як вона співає зі своїм гуртом в клубі Mel's Hideaway. У резельтаті з нею підписав контракт лейбл Cobra, на якому вона записувала блюз і хард-соул, зокрема пісні «Ain't Gonna Cry» і «I'll Weep No More». Потім записувалась на лейбла Карла Джонса C.J., де найкращою роботою стала пісня «Why Did I Have to Go».
У 1961 році зробила для Лео Остелла чотири визначні записи, які були продані лейблу One-derful, найкращий з яких «Your Love Is Important to Me». У 1963 році приєдналась до лейблу Vee-Jay, який розглядав її як співачку легкого соул з акцентом на поп-музику. На Vee-Jay вона стала зіркою міжнародного рівня, коли записала такі хіти як «You're No Good» (1963) і «The Shoop Shoop Song (It's in His Kiss)» (1964), і потім дуетом з Джеррі Батлером «Let It Be Me» (1964). Потім працювала на лейблах ABC, Uni, Fantasy та United Artists. Її останнім великим хітом стала «There'll Come a Time» (1968) на лейблі Uni.
Продовжувала записуватися на Fantasy до 1974, а також робила записи для United Artists у 1978 році. У середині 1980-х років залишила Чикаго; переїхала у Белойт, штат Вісконсин.
Повернулась на сцену у 2000 році, і цей виступ став її останнім; померла у себе вдома в Белойті, штат Вісконсин 19 серпня 2001 року у віці 61 року.

## Дискографія

### Альбоми
- You're No Good (Vee-Jay, 1963)
- Delicious Together (Vee-Jay, 1964) з Джеррі Батлером
- The Very Best of Betty Everett (Vee-Jay, 1964)
- There'll Come a Time (UNI, 1969)
- Love Rhymes (Fantasy, 1974)
- Happy Endings (Fantasy, 1974)

### Сингли
- «My Life Depends on You»/«My Love» (Cobra, 1957)
- «Ain't Gonna Cry»/«Killer Diller» (Cobra, 1958)
- «I'll Weep No More»/«Tell Me, Darling» (Cobra, 1958)
- «You're No Good»/«Chained to Your Love» (Vee-Jay, 1963) (R&B #5, US #51)
- «The Shoop Shoop Song (It's in His Kiss)»/«Hands Off» (Vee-Jay, 1963) (R&B #1, US #6)
- «I Can't Hear You»/«Can I Get to Know You» (Vee-Jay, 1964) (R&B 39, US 66)